# Мустафа Шукрі
Мустафа Шукрі (араб. مصطفى شكري, нар. 1 січня 1947, Касабланка — 22 січня 1980) — марокканський футболіст, що грав на позиції півзахисника.

## Клубна кар'єра
Мустафа Шукрі народився в Касабланці в 1947 році. Він почав грати у футбол у вуличних командах, перш ніж приєднатися до молодіжної команди «Раджа» (Касабланка), одним з гравців якої був його батько, Омар Шукрі. У віці 20 років Мустафа приєднався до першої команди, в якій швидко став важливим гравцем. За десятиліття, проведене в Раджі, він виграв з клубом Кубок Марокко в 1974 році, беручи участь у всіх матчах, крім фіналу, який пропускав через дискваліфікацію.
1975 року Мустафа Шукрі перейшов в інший місцевий клуб «Відад» (Касабланка) і відіграв за нього наступні чотири сезони своєї ігрової кар'єри, вигравши 3 поспіль чемпіонати Марокко в 1977, 1978 і 1979 роках, а також Кубок Марокко 1978 року.
У 1979 році Мустафа через серйозну травму не зміг взяти участь у Кубку Марокко, виграному «Відадом», а після його завершення в липні 1979 року вирішив переїхати до Саудівськіої Аравії в клуб «Аль-Вахда» (Мекка), де і помер 22 січня 1980 року.

## Виступи за збірну
У складі збірної був учасником чемпіонату світу 1970 року у Мексиці, де Марокко посіло останнє місце в групі, а Шукрі взяв участь у одному матчі проти Болгарії (1:1).
1972 року Мустафа взяв участь у Кубку африканських націй в Камеруні, де зіграв у всіх трьох матчах, а команда не подолала груповий етап.
Загалом протягом кар'єри у національній команді, яка тривала 10 років, провів у її формі 33 матчі і забив 8 голів.

## Титули і досягнення
- Чемпіон Марокко (3):

«Відад» (Касабланка): 1975/76, 1976/77, 1977/78
- Володар Кубка Марокко (3):

«Раджа» (Касабланка): 1973/74
«Відад» (Касабланка): 1977/78, 1978/79